# Marutea Sud
Marutea Sud ist ein Atoll des Tuamotu-Archipels in Französisch-Polynesien. Das nächste Atoll Maria Est ist 72 km nordöstlich gelegen. Das Atoll, vollständig von einem Korallenriff umgeben, erreicht eine Ausdehnung von 21 km Länge mal 10 km Breite.
Marutea Sud sollte nicht mit dem Atoll Marutea Nord im Westteil des Tuamotu-Archipels verwechselt werden. Administrativ gehört Maruta Sud zur Gemeinde Gambier.

## Geschichte
Das Atoll wurde von dem spanischen Seefahrer Pedro Fernández de Quirós am 4. Februar 1606 entdeckt. Er nannte das Eiland „San Telmo“. Weiter bekannte spanische Bezeichnungen sind  San Blas und Corral de Agua. Auch Edward Edwards fuhr dieses Atoll 1791 an, um die Meuterer der HMS Bounty zu finden. Edwards gab dem Atoll den Namen Lord Hood.
Als der Russische Admiral Adam Johann von Krusenstern das Atoll 1825 besuchte, war es noch ausschließlich von polynesischen Ureinwohnern bewohnt.
1984 wurde das Atoll von dem Perlenhändler Robert Wan gekauft, um an seinen Stränden Muschelbänke für die Perlenzucht anzulegen. Insbesondere schwarze tahitianische Perlen (Pinctada margaritifera cumingi) sollen hier gezüchtet werden.
1993 hat Wan ein privates Flugfeld anlegen lassen.
Der wichtigste Ort der Insel ist Auorotini auf dem gleichnamigen Motu im Nordteil des Atolls, dieser wird jedoch nur zeitweise bewohnt, um Perlen zu ernten und die Muschelbänke zu kontrollieren.